# Lilla prinsessan
För andra betydelser, se Lilla prinsessan (olika betydelser).
Lilla prinsessan är en amerikansk musikalfilm från 1939 i regi av Walter Lang baserad på boken En liten prinsessa av Frances Hodgson Burnett. I huvudrollerna ses Shirley Temple och Ian Hunter.

## Handling
Sarah Crewe är uppvuxen i Indien tillsammans med sin far, de flyttar tillbaka till Storbritannien, men fadern måste snart resa iväg igen för att tjänstgöra i andra boerkriget. Sarah blir nu satt på en förnäm internatskola, Minchin Seminary for Girls, där hon blir tilldelad det finaste rummet, bästa matplatsen och till och med får en egen ponny eftersom hennes far är beredd att betala vad som helst för att dottern ska få det så bra som möjligt medan han är borta. Men en dag kommer det fasansfulla beskedet, kapten Crewe har stupat och Sarah är nu föräldralös och utfattig. Dessutom faller populariteten snabbt om man inte kan betala för sig på skolan.

## Om filmen
I filmen spelar Shirley Temple en av sina mest uppmärksammade roller som kaptensdottern Sarah Crewe. Boken som filmen bygger på har getts ut med två olika titlar på svenska, En liten prinsessa 1905 och  Lilla prinsessan, 1919. Ytterligare fyra filmatiseringar av filmen har gjorts: 1917, med Mary Pickford, 1973 med Deborah Makepeace, 1986 med Amelia Shankley och 1995 med Liesel Matthews. Den sistnämnda är en nyinspelning av denna version från 1939.
Lilla prinsessan har visats i SVT, bland annat i mars 2020 och i februari 2024.

## Rollista
- Shirley Temple – Sara Crewe
- Ian Hunter – kapten Reginald Crewe
- Mary Nash – Amanda Minchin, föreståndare på internatskolan
- Anita Louise – Rose Hamilton, lärare
- Richard Greene – Geoffrey Hamilton
- Cesar Romero – Ram Dass, grannens indiske tjänare
- Arthur Treacher – Hubert 'Bertie' Minchin, Amanda Minchins son
- Sybil Jason – tjänsteflickan Becky